# Социал-демократическая группа
Социал-демократическая группа (Socialdemokratiske Gruppe) — объединение социал-демократических партий стран и автономных областей, входящих в Северный совет.

## Коллективные члены
- Дания — Социал-демократическая партия Дании;
- Швеция — Социал-демократическая рабочая партия Швеции;
- Норвегия — Норвежская рабочая партия;
- Финляндия — Социал-демократическая партия Финляндии;
- Исландия — Социал-демократическая партия Исландии;
- Фарерские острова — Социал-демократическая партия Фарерских островов;
- Аландские острова — Социал-демократическая партия Аландских островов;
- Гренландия — «Сиумут»[1].

## Руководство
Руководство группой осуществляет правление (Styrelse), состоящее из председателя, заместителя председателя и 3 членов.